# Камберланд (Мериленд)
Камберланд (енгл. Cumberland) град је у америчкој савезној држави Мериленд.

## Демографија
По попису из 2010. године број становника је 20.859, што је 659 (-3,1%) становника мање него 2000. године.
| Група             | 2000.          | 2010.          |
| Белци             | 19.835 (92,2%) | 18.501 (88,7%) |
| Афроамериканци    | 1.088 (5,1%)   | 1.325 (6,4%)   |
| Азијати           | 132 (0,6%)     | 184 (0,9%)     |
| Хиспаноамериканци | 150 (0,7%)     | 252 (1,2%)     |
| Укупно            | 21.518         | 20.859         |